# Jonathan Vaughters
Jonathan Vaughters, nascido a 10 de junho de 1973 em Boulder (Colorado), é um ex ciclista profissional e actual director desportivo da equipa ciclista EF Education First-Drapac.
Corredor profissional entre 1994 e 2002, correu para as equipas profissionais Discovery Channel e a equipa Crédit Agricole. Ganhou a Ruta del Sur em 1999.
Dirige atualmente à equipa EF Education First-Drapac. Ademais, é o presidente da Associação Internacional de Grupos Ciclistas Profissionais (AIGCP), com sede em Lannion (França).

## Palmarés
1995
- Tour de Gila

1997
- Campeonato dos Estados Unidos Contrarrelógio
- 1 etapa da Redlands Classic
- Tour de Beauce, mais 2 etapas
- 3º no Campeonato dos Estados Unidos em Estrada

1998
- Redlands Bicycle Classic, mais 2 etapas

1999
- 1 etapa da Redlands Classic
- 1 etapa da Dauphiné Libéré
- Ruta del Sur

2001
- 1 etapa da Dauphiné Libéré
- Dúo Normando (fazendo casal com Jens Voigt)

## Resultados em Grandes Voltas

### Tour de France
- 1999: Abandono
- 2000: Abandono
- 2001: Abandono
- 2002: Abandono

### Volta a Espanha
- 1996: Abandono
- 1998: 107º

## Equipas
- Porcelena Santa Clara (1994-1996)
- Comptel - Colorado Cyclist (1997)
- US Postal (1998-1999)
- Crédit Agricole (2000-2002)
- Prime Alliance (2003)